# Time-slicing
Time-slicing es una técnica utilizada en la tecnología DVB-H, entre otras, que permite disminuir el consumo de la batería de los dispositivos móviles. Se basa en la multiplexación en tiempo de la transmisión de los diferentes servicios.
El DVB-H transmite los datos por ráfagas, permitiendo que el receptor se apague en los períodos inactivos. De esta forma se puede conseguir un ahorro de energía de hasta el 90%. 

## Descripción detallada

### Motivación
Uno de los principales problemas de los terminales móviles es la capacidad limitada de la batería. Estos terminales podrían ser compatibles con el DVB-T pero la demodulación y descodificación de esta señal representaría un coste energético demasiado alto. Una investigación a principios de la evolución de DVB-H, demostró que el consumo de energía total de una interfaz DVB-T fue de más de 1 vatio y se espera que no disminuya por debajo de 600 mW hasta el 2006. El objetivo previsto es llegar a un consumo de 100 mW, valor que se consigue con el DVB-H.
La ventaja del DVB-H respecto al DVB-T es que sólo se decodifica el servicio o programa que se ha seleccionado en ese momento. En cambio en el DVB-T primero se decodifica todo el flujo de datos y luego se accede el programa.

### Funcionamiento

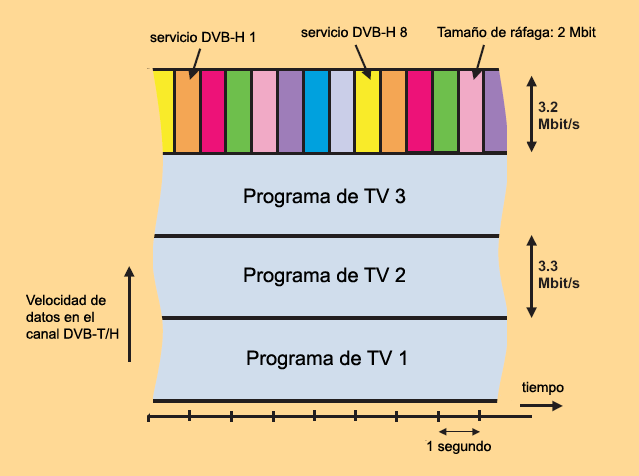
Principio del time-slicing: ejemplo de un servicio multiplexado en el mismo canal DVB-T / H, incluyendo los servicios DVB-H.

La señal DVB-H puede ser recibida accediendo selectivamente en el tiempo: el terminal se sincroniza con los datos del servicio que queremos, pero cambia a un modo de ahorro de energía durante el tiempo intermedio cuando los demás servicios se están transmitiendo. El ahorro de energía durante el tiempo entre ráfagas, en relación con el tiempo necesario para la recepción de un servicio individual, es el ahorro de energía proporcionada por la técnica de time-slicing. En la práctica, la duración de una ráfaga es del orden de cientos de milisegundos, mientras que el tiempo de ahorro de energía puede ser de varios segundos. Con este sistema se puede conseguir un ahorro de energía de hasta un 90%. 
La posición de las ráfagas se señala en términos de la diferencia de tiempo relativo entre dos ráfagas consecutivas de un mismo servicio. Las ráfagas que entran en el receptor se almacenan en un buffer para luego ser leídas. La cantidad de datos de una ráfaga debe ser suficientemente grande para que no se produzcan discontinuidades durante el período de ahorro de energía. Pero a la vez, la cantidad de datos debe ser suficientemente pequeña para que quepan todos los servicios que se quieren transmitir. De esta manera se disminuye la calidad del vídeo para conseguir una menor tasa de bits. 
El ejemplo de la figura de la derecha, muestra el intervalo de un flujo de datos que contiene el tiempo de servicios en fracciones. Una cuarta parte de la capacidad total del canal DVB-T, que es de 13,27 Mbit/s, se asigna a los servicios DVB-H, mientras que la capacidad restante se reparte entre los servicios de DVB-T normales. El ejemplo muestra que es posible transmitir tanto DVB-T y DVB-H a la misma red.

### Ventajas
La ventaja de este sistema es que el usuario no es consciente de ello.
Time-Slicing podría llegar a permitir un porcentaje mayor del 90% en la reducción del consumo si lo comparamos con sistemas convencionales y continuos.
Por supuesto, la capacidad de la batería se va consumiendo por otras partes del receptor, normalmente por decodificadores de audio y video así como por displays.
Es importante saber que mientras el receptor está inactivo durante diferentes períodos, el transmisor de radiodifusión permanece activo durante todo el tiempo, enviando toda una serie de ráfagas de intervalos de tiempo para cada sistema en orden.
Además los sistemas basados en intervalos de tiempo y los que no se basan pueden tener lugar en la misma multiplexación.
Uno de los sistemas de radiodifusión que utilizan el time-slicing es el DVB-H.

## Informática
En sistemas operativos, se le llama time-slicing a la técnica de división del tiempo en rodajas para permitir que múltiples procesos ejecuten de forma que dé la ilusión de simultaneidad, en entornos de multiprogramación. El uso del procesador se reparte entre los diferentes procesos, permitiéndoles ejecutar hasta que sea el turno del próximo proceso. El planificador es el encargado de elegir qué proceso deberá correr.
- Datos: Q2034121